# Люболь (Лельчицкий район)
Люболь (бел. Люболь) — деревня в Тонежском сельсовете Лельчицкого района Гомельской области Беларуси.

## География
Расположена в 45 км на запад от Лельчиц, 50 км от железнодорожной станции Житковичи (на линии Лунинец — Калинковичи), 122 км от Гомеля. На северо-востоке урочище Машки, на юго-востоке урочище Степанов Круг.

## Транспортная сеть
Транспортные связи по просёлочной, затем автомобильной дороге Дзержинск — Симоничи. Лельчицы-Слобода-Люболь.

## История
Основана в начале 1920-х годов переселенцами из соседних деревень на бывших помещичьих землях. В 1932 году жители вступили в колхоз. Во время Великой Отечественной войны в январе 1943 года оккупанты сожгли деревню. Согласно переписи 1959 года в составе колхоза «Красное Полесье» (центр — деревня Слобода).

## Население
- 1940 год — 28 дворов, 164 жителя.
- 1959 год — 182 жителя (согласно переписи).
- на начало 2021 года проживающих нет.